# Justus Friedrich Runde

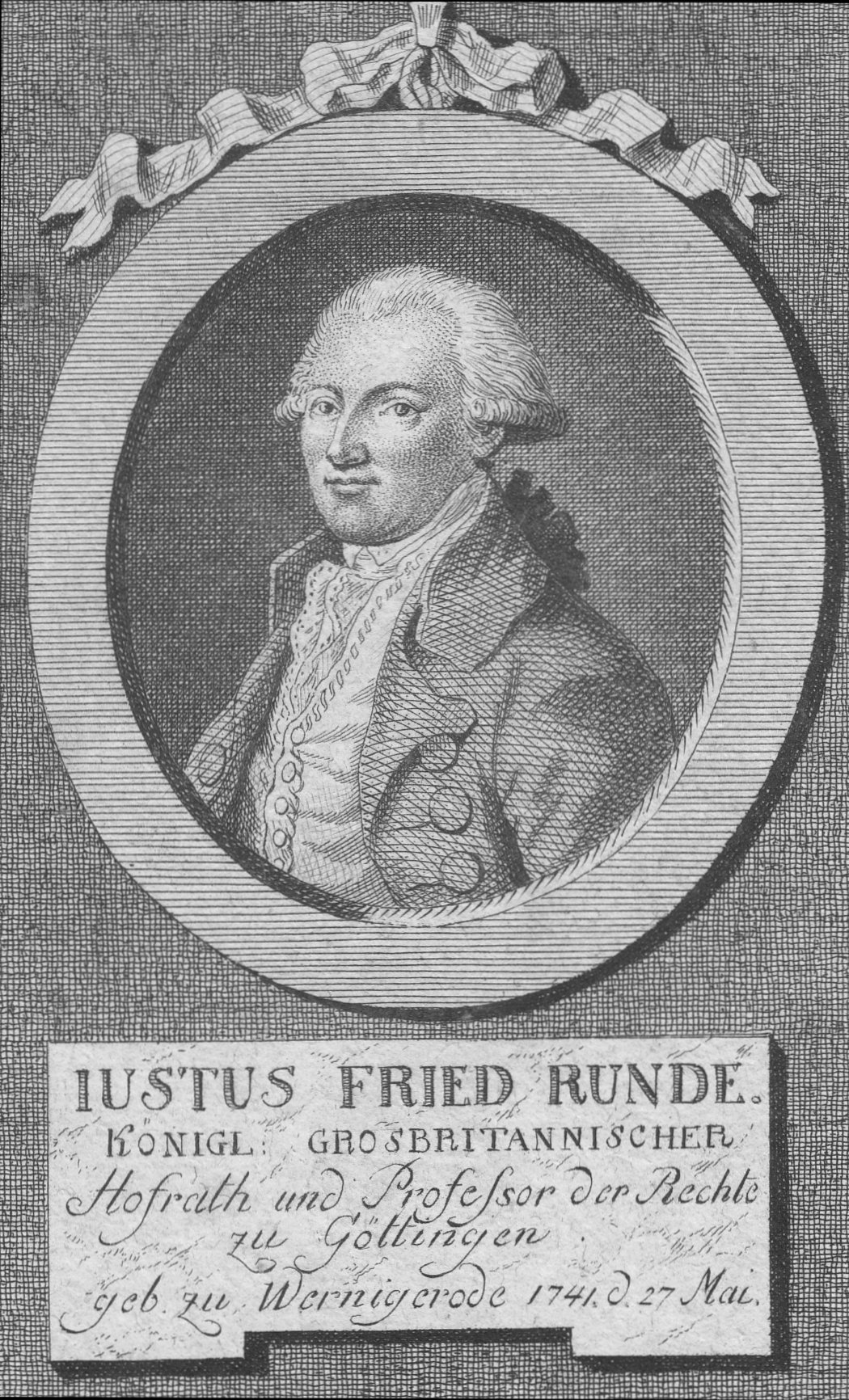
Kupferstich-Porträt Justus Friedrich Runde

Justus Friedrich Runde (* 27. Mai 1741 in Wernigerode; † 28. Februar 1807 in Göttingen) war ein deutscher Rechtswissenschaftler und Rechtshistoriker.

## Leben

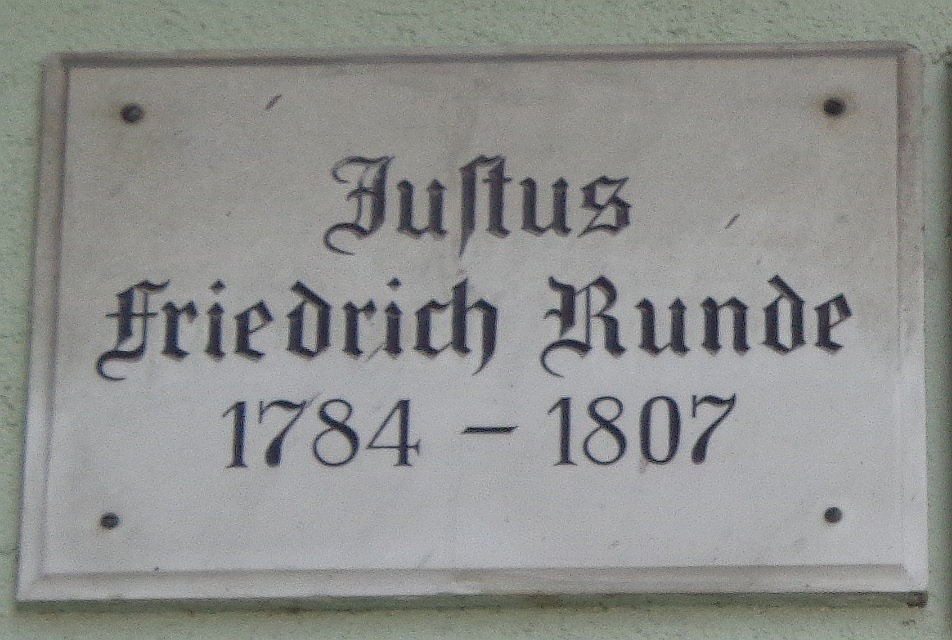
Göttinger Gedenktafel für Justus Friedrich Runde

Runde ist der Sohn des Wernigeröder Stadtsyndikus Johann Martin Runde (1680–1759) und der Sophie Margarete geb. Germann aus Minsleben. Er besuchte von 1755 bis 1763 das Lyzeum in Wernigerode, studierte an der Universität Göttingen, wo er zum Dr. iur. promovierte. Nachdem er einige Zeit als Professor am Collegium Carolinum zu Kassel gewirkt hatte, war er ab 1784 er als Hofrat und ordentlicher Professor der Rechte an der Universität in Göttingen tätig. Runde war Sekretär der Gesellschaft des Ackerbaues und der Künste. 
Er heiratete Sophie Meister und hinterließ den Sohn Christian Ludwig (Regierungsrat, 1773–1849) sowie die Töchter Simonette (1783–1834), Therese (1791–1847) und Emilie (1793–1861).

## Werke (Auswahl)
- Grundriß des Braunschw. Lüneburg. Privatrechts, Göttingen, 1789
- Grundsätze des allgemeinen deutschen Privatrechts, Göttingen, 1791
- Kurze Darstellung der Unrechtmaessigkeit einer Ausschliessung vom Landtage durch die bey der ritterschaftlichen Curie eingefuehrte Ahnenprobe, 1796 UB Bielefeld